# Thái Nguyên (provins)
Thai Nguyen (på vietnamesiska Thái Nguyên) är en provins i norra Vietnam. Provinsen består av stadsdistrikten Thai Nguyen (huvudstaden) och Song Cong samt sju landsbygdsdistrikt: Dai Tu, Dinh Hoa, Dong Hy, Pho Yen, Phu Binh, Phu Luong och Vo Nhai.